# 汉诺威 (纽约州)
汉诺威（英語：Hanover）是位于美国纽约州肖托夸县的一个镇，地处肖托夸县的东北角。2010年美国人口普查时，该镇有7127人。最初的定居者于1796年到达此地。1812年，汉诺威镇正式建立。